# Gremlins 2 – Die Rückkehr der kleinen Monster
Gremlins 2 – Die Rückkehr der kleinen Monster (Originaltitel Gremlins 2 – The New Batch) ist ein Film von Joe Dante aus dem Jahr 1990. Das Drehbuch stammt von Charles S. Haas. Der Film startete am 23. August 1990 in den bundesdeutschen Kinos. Seit 2023 wird eine Prequel-Animationsserie unter dem Titel Gremlins – Secrets of the Mogwai auf dem US-amerikanischen Streamingdienst Max ausgestrahlt.

## Handlung
Einige Jahre nachdem Gremlins die Heimatstadt Kingston Falls von Billy und Kate verwüstet haben (siehe Gremlins – Kleine Monster), lebt das junge Paar in New York und arbeitet im High-Tech-Zentrum des Medienmoguls Daniel Clamp. Neben einem Fernsehsender, zahlreichen Geschäften und Restaurants sowie einem Architekturbüro befindet sich auch ein Forschungslabor in dem Wolkenkratzer. Dort landet eines Tages der von einem Mitarbeiter aufgelesene freundliche Mogwai Gizmo, nachdem sein Besitzer gestorben ist. Gizmo wird von Billy befreit und in einer Schublade an seinem Arbeitsplatz versteckt.
Als Gizmo unbeaufsichtigt die Schublade verlässt und unglücklicherweise mit Wasser in Berührung kommt, schlüpfen aus seinem Fell vier gefräßige und aggressive Mogwais: der verrückte Daffy, der dumme Lenny, der aggressive George und ihr Anführer, der bösartige Mohawk, bei dem es sich um den wiedergeborenen Stripe aus dem ersten Film handelt. Sie schließen Gizmo in einen Lüftungsschacht ein und begeben sich auf die Suche nach Nahrung. Denn wenn ein Mogwai nach Mitternacht frisst, verwandelt er sich in einen Gremlin. So geschieht es auch; alsbald vandalieren die Gremlins im Gebäude, vermehren sich schnell, als sie einen Mikrowellenherd zur Explosion bringen und die Sprinkleranlage sie beregnet und versetzen alle Beschäftigten und Besucher in Angst und Schrecken. Einige der Gremlins trinken im Forschungslabor Extrakte und mutieren, sodass z. B. ein Gremlin zur Hälfte zur Fledermaus wird und ein anderer menschliche Intelligenz entwickelt. Der leitende Wissenschaftler Dr. Catheter versucht zunächst mit Hilfe von Billy und dem obersten Wachmann Forster die Gremlins mit Waffengewalt zu vertreiben. Jedoch wird Catheter vom Elektro-Gremlin getötet und Forster von der verliebten Mutantin Greta-Gremlin (halb Gremlin, halb Frau) verscheucht. Währenddessen trinkt Mohawk ein Serum, das ihn zur Hälfte in eine riesige Spinne verwandelt. Mit Hilfe seiner neuen Fähigkeiten spinnt er ein riesiges Netz, in dem sich Kate und Billys Vorgesetzte Marla verfangen. Bevor es Mohawk gelingt, die beiden zu töten, wird er von Gizmo mit einem brennenden Fläschchen Korrekturflüssigkeit vernichtet.
Der Schlaukopfgremlin übernimmt nach Mohawks Tod das Kommando über die Gremlin-Armee, bereitet sie auf die Invasion von New York vor und stimmt aus Vorfreude das Lied New York, New York an. Billy und Kate, die nun Unterstützung von Clamp, den Futtermans, Mr. Katsuji und Opa Fred bekommen haben, spritzen mit einem Feuerwehrschlauch Wasser auf die Gremlin-Armee und lassen den Elektro-Gremlin auf sie los. Durch die Stromstöße werden alle Gremlins vernichtet. Der dankbare Clamp verspricht Billy, Kate, Katsuji und Opa Fred eine Beförderung. Später erhält er noch einen Anruf von Forster, der in den Waschräumen eingesperrt ist. Bei ihm befindet sich Greta-Gremlin, die ihn zu einer Heirat mit ihr zwingen will. Der Film endet mit einer Einstellung auf Forster, der sich anscheinend in sein Schicksal fügt.

## Hintergrund
Einordnen kann man den Film in das Genre der Horrorkomödien, Gewalt wird cartoon- und slapstickartig dargestellt und es gibt zahlreiche scherzhafte Bezüge zu anderen Filmen wie zum Beispiel Rambo, Der Zauberer von Oz, Das Phantom der Oper und dem ersten Gremlins-Film. Außerdem sind einige Charaktere geradezu parodiehaft überzogen dargestellt. So ist der Wissenschaftler Doktor Catheter so sehr auf der Jagd nach neuen Viren und Bakterien (bezeichnendes Zitat, als er eine Lieferung Krankheitskeime per Post erhält: „Nächste Woche soll ich die Grippe kriegen.“), dass er selbst das vollgeschneuzte Taschentuch seiner Sekretärin einsteckt, um es zu untersuchen. Außerdem wird auf seine (Film-)Vergangenheit als Dracula immer wieder angespielt. Der Multimillionär Daniel Clamp hingegen, für den eindeutig Donald Trump Pate gestanden hat, ist in seinem Büro auf dem Dach des Clamp-Towers außerordentlich gelangweilt, weil es Leute gibt, die für ihn wirklich alles erledigen und er nichts zu tun hat, sodass er schließlich mit seiner Sekretärin eine Arbeitsbeschaffungsmaßnahme beschließt (Zitat: „Oh, ich weiß was! Ich werde Ihnen ein paar Hausbriefe diktieren!“). Später „freut“ er sich sogar über die Abwechslung der Gremlins und gründet ein Einsatz-Kommando, welches jedoch nicht zum Einsatz kommt.
In der Szene, in der die Gremlins das biologische Forschungslabor zerstören, liest ein Gremlin das Sachbuch Die Doppelhelix des Schriftstellers James Watson. Dieses Sachbuch diente zum Beispiel dem Regisseur David Cronenberg als wichtige Inspirationsquelle für dessen Horrorfilm Die Fliege von 1986.
In der Rolle der beiden Wissenschaftler-Zwillinge ist das wirkliche schauspielerische Zwillingspaar Don und Dan Stanton zu sehen, das ein Jahr nach Gremlins 2 im Actionfilm Terminator 2 – Tag der Abrechnung von 1991 mitwirkte, in jener Szene, in der sich der böse Terminator T-1000 in einen Wachmann verwandelt und ihm seinen spitzen Metallfinger ins Auge sticht.
Als Location für die Außenaufnahmen des Clamp-Towers diente der Wolkenkratzer 101 Park Avenue in Manhattan.

## Versionen
Der Film existiert in zwei Versionen, einer Kino- und einer Video-Fassung. Der Unterschied liegt dabei in einer Szene in der Mitte des Films. In der Kino-Version reißt an dieser Stelle angeblich der Film und die Gremlins bringen den Projektor unter ihre Kontrolle, in dessen Folge Hulk Hogan in einem Kinosaal zu Hilfe gerufen wird und die Gremlins böse anschreit. In der Video-Version wird dort das Kaputtgehen eines Videorekorders simuliert. Nach einigem Videorauschen finden sich die Gremlins dann z. B. in einem Western an der Seite von John Wayne wieder, wo einer von ihnen erschossen wird.
Bei der Ausstrahlung im TV ist es unterschiedlich, welche Version gesendet wird. So sieht man manchmal die Kino- und manchmal die Video-Version. Die DVD- bzw. Blu-Ray-Version zeigt im Gegensatz zur VHS-Version die Kinofassung mit der Hulk-Hogan-Szene. Die John-Wayne-Szene gibt es allerdings im Bonusmaterial zu sehen.

## Kritiken
Roger Ebert von der Chicago Sun-Times kritisiert, dass der Film „zu wenig Story und zu viele Gremlins“ habe.
Owen Gleiberman von Entertainment Weekly schreibt, „viele Regisseure machten Filme für das Kind in uns. Joe Dante schafft Filme für die Göre in uns.“ Für ihn ist Gremlins 2 „nichts als die Summe seiner eigenen schwirrenden Popkultur-Mechaniken. Aber das ist mehr als genug, um Sie zu fesseln und gelegentlich aufzuheitern.“
Im Konsens der auf Rotten Tomatoes gesammelten Kritiken heißt es, „Gremlins 2 tauscht den stacheligen Nervenkitzel seines Vorgängers gegen verrückte Satire, die eine Fortsetzung mit sporadisch cleveren Gags hervorbringt, die einem recycelten Plot etwas Würze verleihen.“ („Gremlins 2 trades the spiky thrills of its predecessor for looney satire, yielding a succession of sporadically clever gags that add some flavor to a recycled plot.“)

„Tricktechnisch beeindruckende Fortsetzung […], die zu einer genüßlichen Orgie der Verwüstung eskaliert, in den Seitenhieben auf Medien und Unterhaltungskultur aber den Insider-Witz übertreibt.“

## Auszeichnungen
Die Komödie wurde 1991 für den Saturn Award in sechs Kategorien nominiert, unter anderem für den besten Fantasyfilm. Zu den Nominierten gehörten Joe Dante (Regie), Jerry Goldsmith, John Glover und Robert Picardo (beide jeweils als Nebendarsteller), sowie Rick Baker, Ken Pepiot und Dennis Michelson (zusammen für Spezialeffekte).